# Нингель, Франц
Франц Нингель (нем. Franz Ningel; р. 18 октября 1936, Франкфурт-на-Майне, Германия) — западногерманский фигурист, выступавший в парном катании с Марикой Килиус, а затем с Маргрет Гёбль, на которой впоследствии женился. Многократный призёр чемпионатов Германии с обеими партнёршами, призёр чемпионатов Европы и мира.

## Биография
Франц Нингель родился в крупнейшем гессенском городе Франкфурте в октябре 1936 года. С детских лет занимался фигурным катанием, был разносторонним спортсменом. Стал выступать в паре с Марикой Килиус и достиг с ней немалых успехов. Однако партнёрша вскоре выросла и пара распалась.
Франц начал искать новую партнёршу и встал в пару с Гёбль, их тренером стала Розмари Брюннинг.
Они дебютировали на чемпионате Германии 1959 года и стали вице-чемпионами. На чемпионате Европы в Давосе западнонемецкие фигуристы финишировали рядом с пьедесталом. На мировом чемпионате в Колорадо-Спрингс они заняли пятое место. На следующий сезон фигуристы в таком составе впервые стали чемпионами ФРГ, обыграв ведущую немецкую пару. Бронзовые медали фигуристы выиграли на домашнем европейском чемпионате в Гармиш-Партенкирхене и поехали в США на зимние Олимпийские игры, где были пятыми. Сразу после игр в Скво-Велли фигуристы поехали на мировой чемпионат в Ванкувер, где финишировали на четвёртом месте.
На следующий сезон фигуристы вновь стали чемпионами ФРГ и выступали в Западном Берлине на континентальном чемпионате, где заняли второе место, пропустив лишь коллег по сборной. Однако немецкие болельщики были уверены, что арбитры допустили ошибку и пара Гёбль с Нингелем лучшие. Из-за трагедии в Бельгии был отменён мировой чемпионат по фигурному катанию в Праге. На следующий сезон фигуристы стали в третий раз подряд чемпионами Германии. На европейском чемпионате в Женеве пара пришла к финишу только третьими. Впереди вновь были их товарищи по немецкой сборной Марика Килиус и Ханс-Юрген Боймлер. На мировом чемпионате в Чехословакии немецкие фигуристы пришли третьими. После этого старта фигуристы оставили любительский спорт.
В 1964 году они стали чемпионами мира среди профессионалов. В 1972 году супруги в Дуйсбурге основали школу фигурного катания. Далее работали во Франкфурте.
Супруга скончалась в июне 2013 года в Эссене.

## Достижения
(с Гёбль)
| Соревнование            | 1958-1959 | 1959-1960 | 1960-1961 | 1961-1962 |
| ----------------------- | --------- | --------- | --------- | --------- |
| Зимние Олимпийские игры |           | 5         |           |           |
| Чемпионаты мира         | 5         | 4         |           | 3         |
| Чемпионаты Европы       | 4         | 3         | 2         | 3         |
| Чемпионаты Германии     | 2         | 1         | 1         | 1         |

(с Килиус)
| Соревнование            | 1954 | 1955 | 1956 | 1957 |
| ----------------------- | ---- | ---- | ---- | ---- |
| Зимние Олимпийские игры |      |      | 4    |      |
| Чемпионаты мира         |      | 7    | 3    | 2    |
| Чемпионаты Европы       |      | 3    | 3    | 3    |
| Чемпионаты Германии     | 2    | 1    | 1    | 1    |

## Личная жизнь
В июле 1962 года западногерманские фигуристы сыграли свадьбу. У Маргрет и Франца родилось двое детей. Их дочь Ясмин (1971 год рождения) тоже занималась фигурным катанием и в 1988 годe была чемпионкой Германии среди юниоров. Сегодня она дипломированный педагог по танцам. Сын Мануэль (1979 год рождения) выбрал другой ледовый вид спорта хоккей и начинал карьеру в Дуйсбурге.